# هویزن‌اشتام
شهر هویزن‌اشتامدر ایالت هسن در کشور آلمان واقع شده‌است.

## نگارخانه

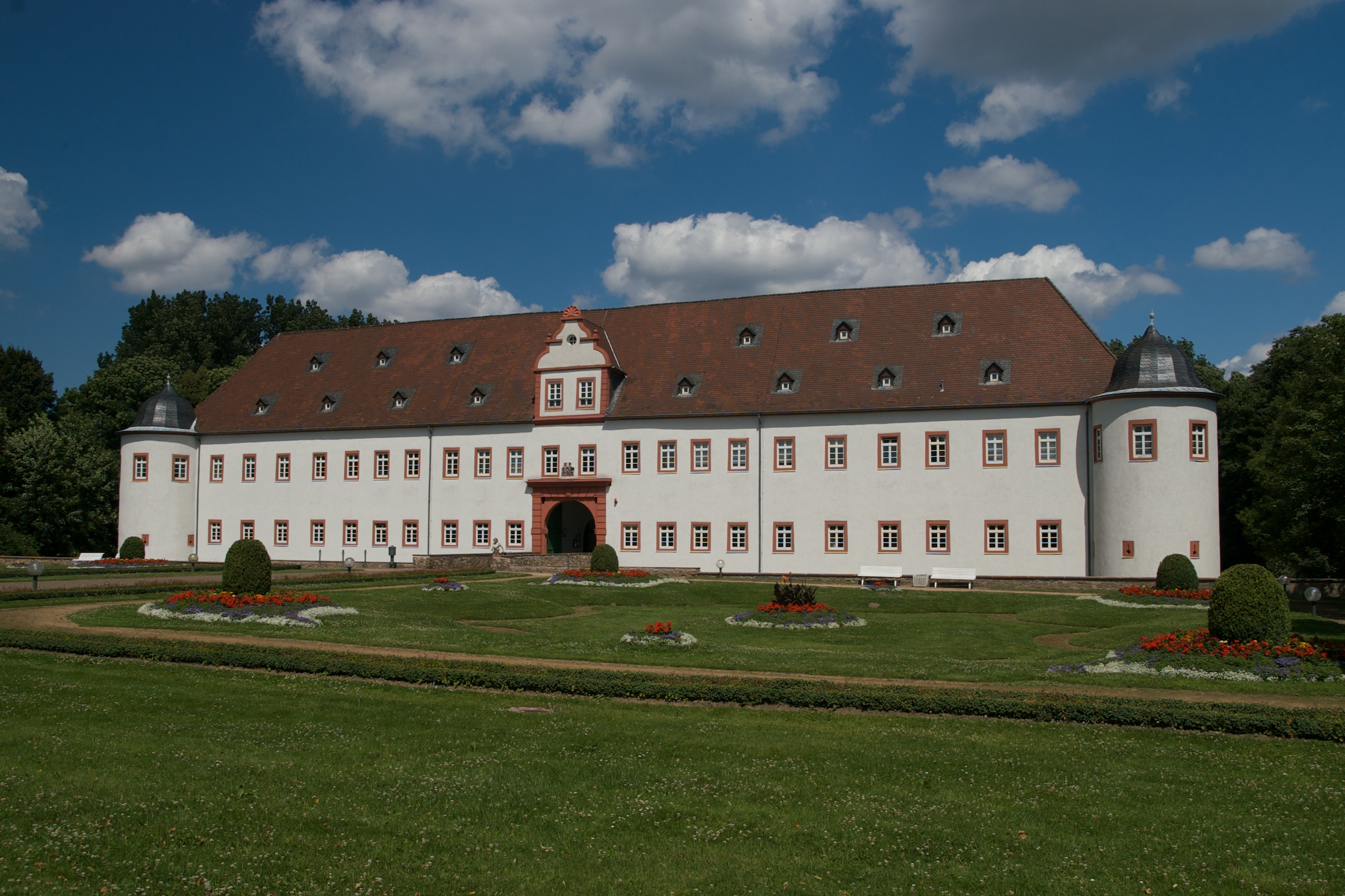
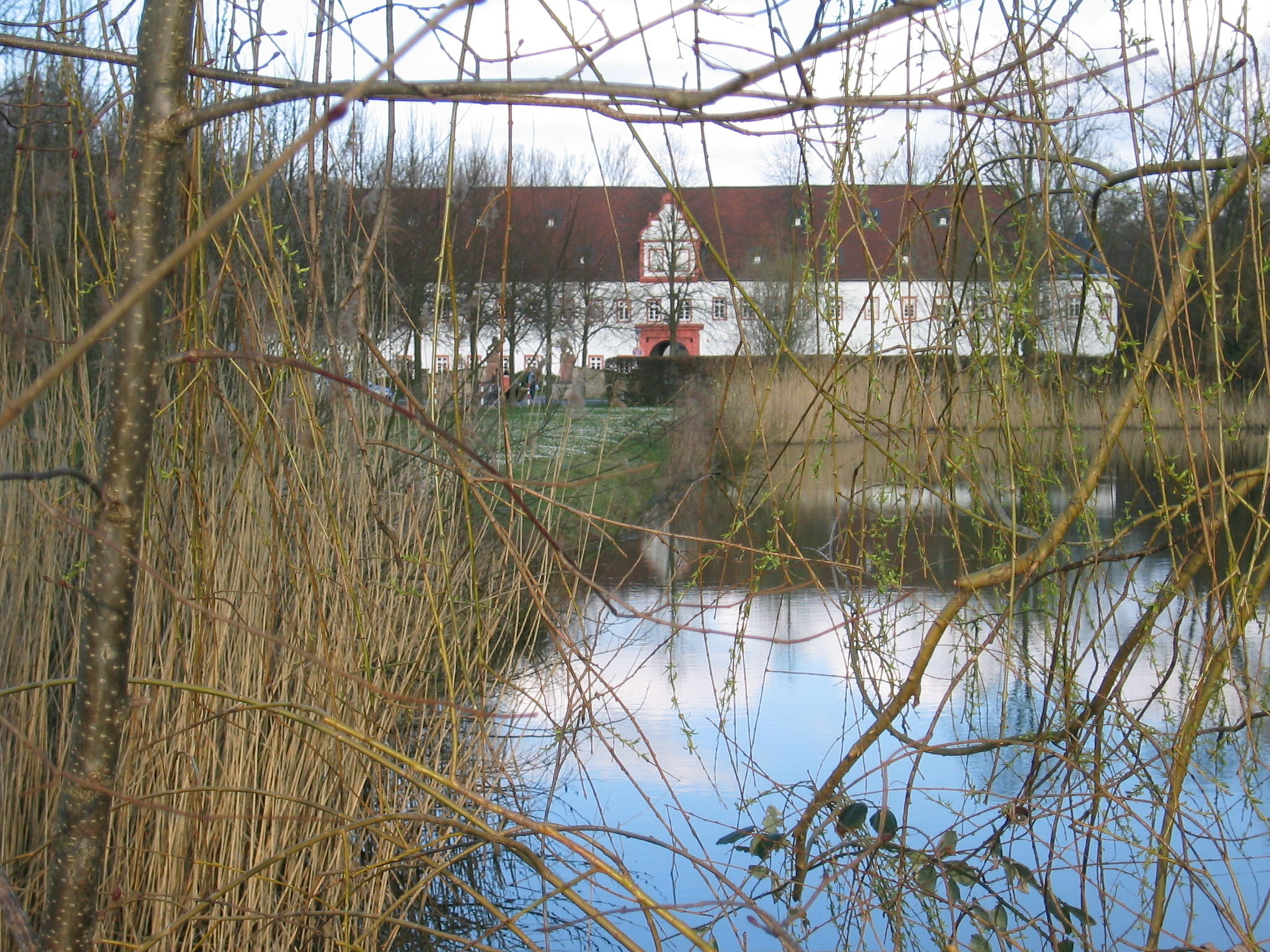
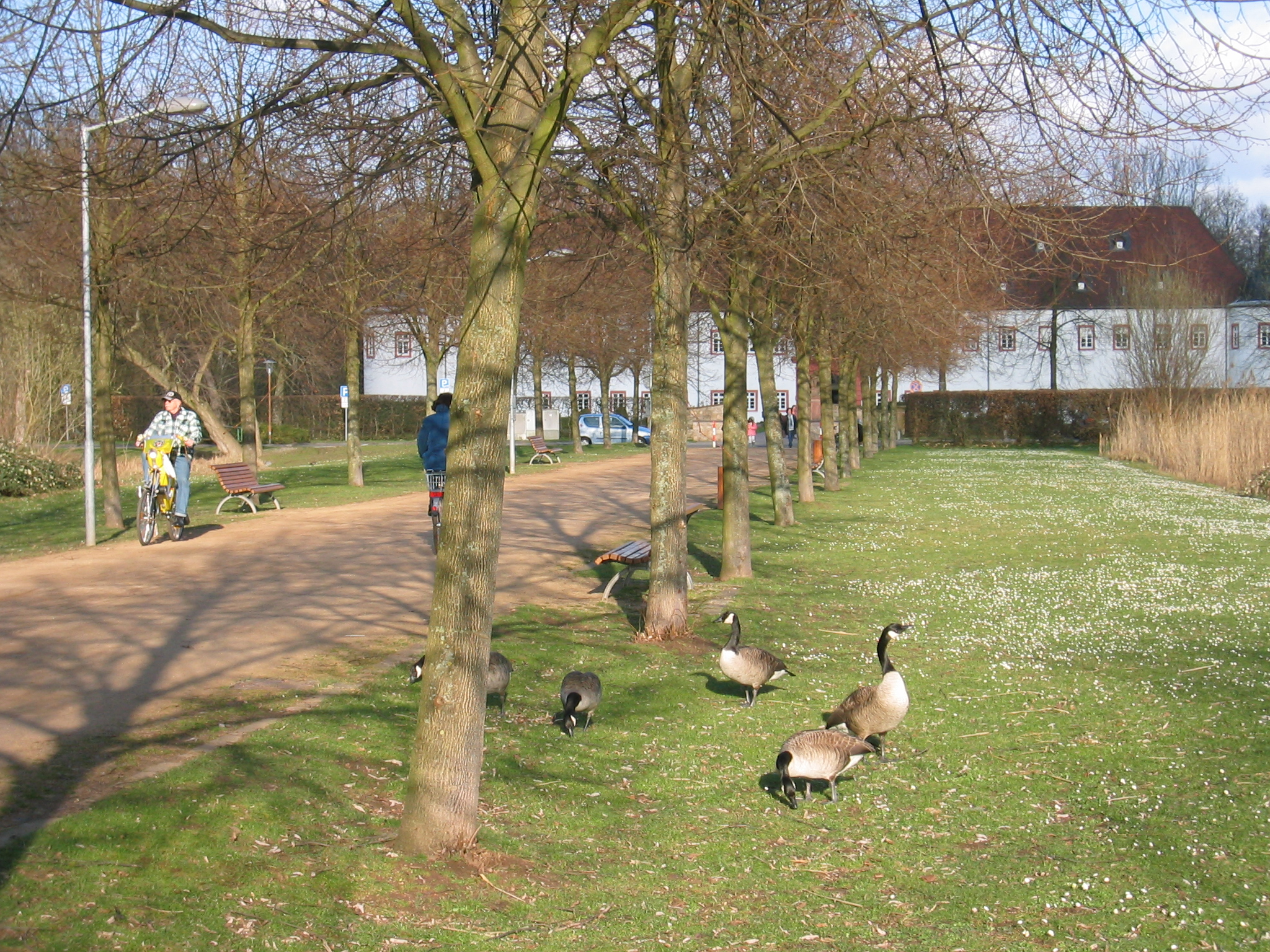
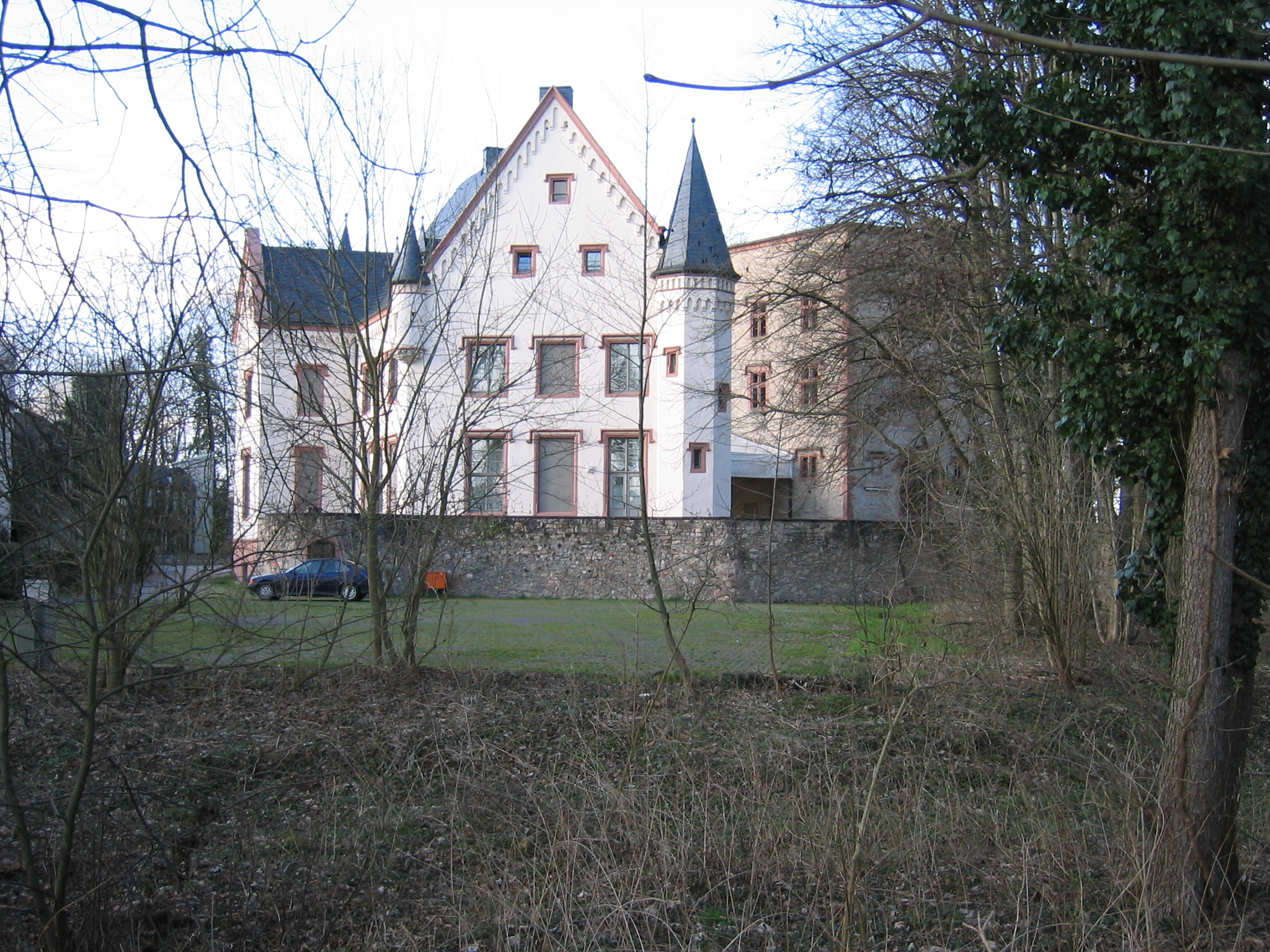